# 三色
《三色》（法語：Trois Couleurs）是波兰导演克日什托夫·基斯洛夫斯基导演的法語电影三部曲系列，以法国國旗从左到右的三种颜色——蓝色、白色和红色命名，並分別以三種顏色所象徵的自由、平等、博愛為主題。《三色》是电影史上的不朽之作，被许多影评家认为是电影界的巅峰。三部曲電影包括：
- 《三色之蓝》（法語：Trois Couleurs: Bleu），1993年上映
- 《三色之白》（法語：Trois Couleurs: Blanc），1994年上映
- 《三色之红》（法語：Trois Couleurs: Rouge），1994年上映